# 克利夫蒂 (阿肯色州)
克利夫蒂（英語：Clifty）是位於美國阿肯色州麥迪遜縣的一個非建制地區。該地的面積和人口皆未知。

## 地理
克利夫蒂的座標為36°14′14″N 93°47′47″W / 36.23722°N 93.79639°W，而該地的平均海拔高度為431米（即1414英尺）。